# Dunnet
Dunnet (en gaèlic escocès, Dùnaid) és una localitat de Caithness, a la regió de les Terres Altes d'Escòcia (Regne Unit). Està dins de la parròquia de Dunnet.

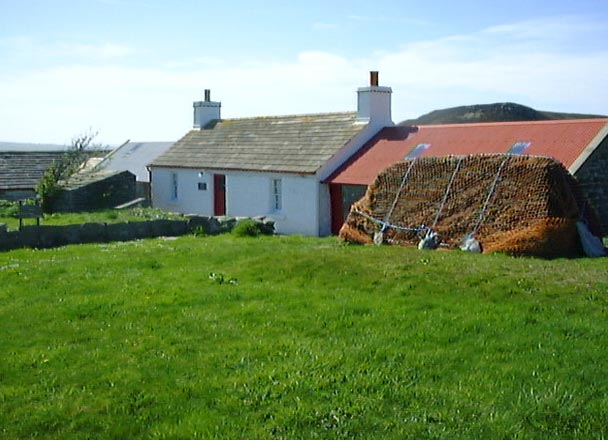
Museu i cottage de Mary Anne, un museu dedicat a la vida del minifundi, a Dunnet

El poble es troba a l'encreuament de carreteres entre l'A836 i la B855. L'A836 porta cap a John o' Groats a l'est i cap a Thurso i Tongue a l'oest. (A l'encreuament no obstant això, l'alineament de la carretera és més nord-sud que est-oest). La B855 porta cap a Brough i la punta de Dunnet Head en el nord.
El cap de Dunnet (Dunnet Head) és un dels atractius de la zona, ja que és el punt més septentrional de l'illa principal de Gran Bretanya, i no John o' Groats. En aquest cap hi ha un far que va ser construït l'any 1831 per Robert Stevenson, avi de l'escriptor Robert Louis Stevenson. Al cap de Dunnet poden veure's exemplars de prímula escocesa, espècie endèmica de la costa nord d'Escòcia. D'altra banda, la zona de la badia (Dunnet Bay) és bona per a l'albirament d'ocells com a mergins, gavies i frarets atlàntics.